# NGC 3030
NGC 3030 è una galassia ellittica di tipo Hubble E/S0 nella costellazione dell’Idra. Si stima che si trovi a 113 milioni di anni luce dalla Via Lattea e abbia un diametro di circa 35.000 anni luce.

## Scoperta
La galassia fu scoperta nel 1886 da Francis Preserved Leavenworth.